# The Letter with the Black Seals
The Letter with the Black Seals è un cortometraggio muto del 1912 diretto da Étienne Arnaud.

## Produzione
Il film fu prodotto dall'Eclair American.

## Distribuzione
Distribuito dalla Motion Picture Distributors and Sales Company, uscì nelle sale cinematografiche degli Stati Uniti il 2 aprile 1912.